# Helsingfors luftvärnsregemente
Helsingfors luftvärnsregemente eller Helsingin ilmatorjuntarykmentti är ett luftvärnsförband inom finländska armén som verkat i olika former sedan 1944. Förbandsledningen är förlagd i Parolannummi garnison i Hattula/Parola.

## Historik
Helsingfors luftvärnsregemente bildades 1944 och var då grupperat på Sveaborg utanför Helsingfors. År 1957 omlokaliserades regementet till Tusby och Skavaböle. Den 17 mars 2005 meddelade dock försvarsministeriet att Helsingfors Luftvärnsregemente i Tusby skulle läggs ner och omlokaliseras till Tavastehus, för att där samlokaliseras med Pansarbrigaden. Från den 1 januari 2007 är regementet en del Pansarbrigaden, detta som en del av en tidigare strukturförändring av försvarsmakten. Åren 1987–2006 var Luftvärnsskolan en del av Helsingfors luftvärnsregemente.

## Förläggningar och övningsplatser
Åren 1944–1957 var regementet förlagt till Sveaborg, men förflyttades 1957 till Tusby. Från 2007 är regementets samlokaliserat med Pansarbrigaden i Hattula/Parola.

## Förbandschefer
Förbandschefen tituleras regementschef och hade åren 1944–2006 tjänstegraden överste och från 2007 tjänstegraden överstelöjtnant

- 1944–1946: Överste Eino Tuompo
- 1946–1956: Överste Pekka Jokipaltio
- 1956–1960: Överste Niilo Simojoki
- 1960–1964: Överste Jarl Jarkka
- 1964–1969: Överste Paavo Viiri
- 1969–1971: Överste Lauri Pamppunen
- 1971–1972: Överste Kalervo Kankaanpää
- 1972–1975: Överste Sakari Rajas
- 1975–1977: Överste Raino Ahonen
- 1977–1981: Överste Hannu Pohjanpalo
- 1981–1985: Överste Rauli Helminen
- 1985–1988: Överste Matti Lumme
- 1988–1991: Överste Väinö Vuorjoki
- 1991–1994: Överste Antti Simola
- 1994–1996: Överste Kari Siiki
- 1996–1998: Överste Markku Arola
- 1999–2001: Överste Rauli Korpela
- 2002–2004: Överste Ari Rautala
- 2004–2006: Överste Timo Rotonen
- 2006–2006: Överstelöjtnant Antti Arpiainen [a]
- 2003–2003: överste Heikki Bergqvist [b]
- 2003–2005: Överstelöjtnant Aapo Cederberg [c]
- 2005–2008: Överstelöjtnant Jyrki Heinonen [d]
- 2008–2010: Överstelöjtnant Jari Vuorela
- 2010–2012: Överstelöjtnant Jukka Korhonen
- 2012–2014: Överstelöjtnant (2009) Karri Heikinheimo
- 2014–2014: Major Tomi Tuomi
- 2014–2015: Överstelöjtnant Jyri Raitasalo
- 2016–2018: Överstelöjtnant Kai Naumanen
- 2018–2020: Överstelöjtnant Mano-Mikael Nokelainen
- 2020–2022: Överstelöjtnant Pasi Seppälä
- 2022–20xx: Överstelöjtnant Henri Ruotsalainen

## Namn, beteckning och förläggningsort
| Helsingfors luftvärnsregemente | 1938-??-?? | – |  |

| HelItR | 1938-??-?? | – | 2006-12-31 |
| HELITR | 2007-01-01 | – |            |

| Sveaborg (F)              | 1938-??-?? | – | 1956-12-31 |
| Tusby garnison (F)        | 1957-01-01 | – | 2006-12-31 |
| Parolannummi garnison (F) | 2007-01-01 | – |            |